# Little Tyke
Little Tyke (* 2. September 1946 in Tacoma; † 20. Juli 1955 in Auburn) war eine Löwin, die fleischlos ernährt wurde.

## Leben
Bei ihrer Geburt 1946 im Point Defiance Zoo in Tacoma wurde die kleine Löwin von ihrer Mutter attackiert. George und Margaret Westbeau aus Auburn nahmen das verletzte Löwenbaby bei sich auf und gaben ihm den Namen Little Tyke (kleiner Bengel). Sie zogen das Löwenbaby mit Milch aus der Flasche auf.
Im Alter von drei Monaten wollten die Westbeaus beginnen, Little Tyke an feste Nahrung zu gewöhnen. Allerdings zeigte das Tier allergische Reaktionen, Würgen und Erbrechen, bei jedem Versuch, seine Milch mit Fleisch oder auch nur Blut anzureichern. Die Löwin verweigerte ihr Leben lang fleischliche Nahrung und lebte stattdessen von gekochtem Getreide, Eiern, Milch und Lebertran.
Über die Löwin, die ihr Leben auf der Farm der Westbeaus verbrachte, wurde in den Medien ausführlich berichtet. Mit 8 Jahren zog sich Little Tyke bei Dreharbeiten in Hollywood eine Lungenentzündung zu, an der sie 1955 starb. Sie wurde auf dem Pet Heaven Cemetery in Kent bestattet.
George Westbeau veröffentlichte später ein Buch über Little Tyke.